# قلعة ساندال
قلعة ساندال أو قلعة صندال (بالإنجليزية: Sandal Castle) تقع في ويكفيلد، غرب يوركشاير بالمملكة المتحدة وكانت تعتبر إحدى قلاع القرون الوسطى الهامة، تقع تحديدا في ضاحية من ضواحي مدينة ويكفيلد في مقاطعة ويست يوركشاير، وتطل على نهر كالدر. تم في القلعة افتتاح إحدى مسرحيات ويليام شكسبير.

## التاريخ
قلعة ساندال تطل على نهر كالدر، في ضاحية مدينة ويكفيلد. اشتهرت القلعة من خلال معركة ويكفيلد التي كانت تدور رحاها في مكان قريب منها سنة 1460 خلال حرب الوردتين، حيث قتل ريتشارد دوق يورك في المعركة. خلال الحرب الأهلية الإنجليزية في 1640s حوصرت القلعة مرتين من قبل القوى البرلمانية. ويمكن رؤية بقايا أثار ابنية القرن 13th في الموقع. وتطل القلعة على وادي كالدر.

## وصلات خارجية
- Sources for Sandal Castle
- Visitor information نسخة محفوظة 26 فبراير 2014 على موقع واي باك مشين.